# Cruz de Justino II

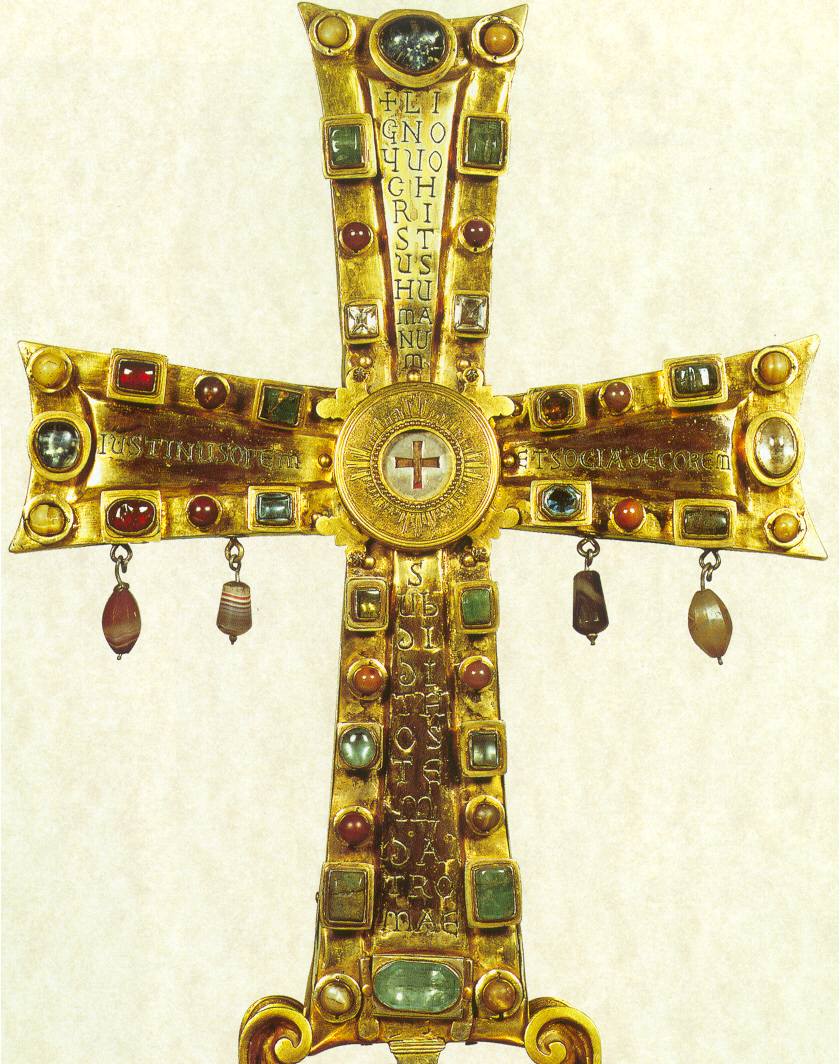
Cruz de Justino II

A Cruz de Justino II (também conhecida como Crux Vaticana, latim para "Cruz do Vaticano") é uma Cruz processional datada do século VI que é mantida no Tesouro na Basílica de São Pedro, na Cidade do Vaticano. É também um dos mais antigos relicários da Vera Cruz, se não o mais antigo.
É uma Cruz gemada, ou cruz de joias, dourada em prata e adornada com joias em ouro, dada ao povo de Roma pelo imperador do Império Bizantino, Justino II, que reinou de 565 a 578 em Constantinopla, e sua co-governante e esposa, a Imperatriz Sofia.